# Pablo Pérez Álvarez
Pour les articles homonymes, voir Pablo Pérez, Pérez et Álvarez.
Pablo Pérez Álvarez est un avocat et un homme politique vénézuélien, né le 19 août 1969 à Maracaibo. Depuis 2008, il est le gouverneur de l'État de Zulia.

## Biographie

### Études
Pablo Pérez Álvarez a étudié le droit à l'université de Maracaíbo, puis l'administration municipale à l'Instituto de Estudios Superiores de Administración (IESA).

### Engagement politique
À partir de 1995, Pablo Pérez a été le bras droit de Manuel Rosales, maire de Maracaíbo puis gouverneur de l'État de Zulia (2000-2008), devenant secrétaire général du gouvernement en 2006.
En 2004, il tenta de se faire élire maire de Maracaíbo pour le parti Un nuevo tiempo, un parti centriste particulièrement bien implanté dans cet État. Il fut battu de peu par Gian Carlo di Martino.
En 2008, il remporta l'élection pour le poste de gouverneur de l'État avec 53,59 % des voix, soutenu par Un nuevo tiempo et d'autres formations opposées à Hugo Chávez.
Candidat à la candidature unique de l'opposition (La Unidad) pour les élections présidentielles d'octobre 2012, il a été battu par Henrique Capriles le 12 février 2012.